# Xyletobius lineatus
Xyletobius lineatus là một loài bọ cánh cứng thuộc họ Ptinidae.